# 高氏缺齿鼩
高氏缺齿鼩（学名：Chodsigoa caovansunga），一种分布于越南河江省和中国云南省东南部地区的小型哺乳动物，隶属于鼩鼱科缺齿鼩鼱属。种加词取自越南学者高文充（Cao Van Sung）的名字。

## 形态特征
高氏缺齿鼩头体长58～64毫米，尾长51～68毫米。背毛灰褐色，腹毛淡灰色。尾背近黑色，尾腹奶白色。